# Kara jezik (Koreja)
Kara jezik (ISO 639: zra  Arhivirana inačica izvorne stranice od 25. prosinca 2009. (Wayback Machine)), neklasificirani izumrli jezik s korejskog poluotoka o kojem postoje tek oskudni podaci, pa je time i samo njegovo postojanje sumnivo, a temelji se na 13 imena mjesta.

## Vanjske poveznice
- Asian Unclassified